# Izzadás
A bőr irharétegében elhelyezkedő verejtékmirigyek által termelt, a bőr felületére kivezetett váladékot verejtéknek, a folyamatot verejtékezésnek vagy izzadásnak nevezzük. Az izzadás vagy verejtékezés a szervezet fizikai hőszabályozásának azon része, amelyet a szervezet végső eszközként akkor vet be, amikor a hőleadás általános módjai, mint a kondukció (elvezetéses hőleadás), a radiáció (hőkisugárzás), a konvekció (áramlásos hőleadás), az evaporáció (párologtatás) már nem biztosítanak hatékony védelmet a szervezet túlzott felmelegedése ellen.

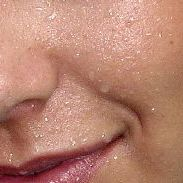
A verejtékmirigyek által termelt, a bőr felületére kivezetett folyadék a verejték

## A párologtatás szerepe a hőregulációban
A törzsfejlődés magasabb fokán álló gerincesekre testhőmérsékletük állandósága jellemző, amelynek fenntartása csak szigorú szabályozással érhető el. A táplálék elégetése során a szervezetben lejátszódó oxidációs folyamatok jelentős hőtermeléssel járnak és még alapanyagcsere-körülmények között is „túlfűtik” a szervezetet. Továbbá, a testünk hőtermelése a pillanatnyi fizikai aktivitástól, a táplálkozástól, napszaktól függően széles határok között ingadozik, ezért hol több, hol kevesebb hőfeleslegtől kell megválni. A hőtermelés napi ingadozásán túl, a testhőmérséklet állandóságát a mindennapi életben számos tényező veszélyezteti, melyek közül elsősorban a környezeti hőmérsékletet kell említeni.
Az előbbieket összefoglalva látható tehát, hogy a szervezetnek ingadozó belső hőtermelés és változó külső hőmérséklet mellett kell a testhőmérséklet állandóságát fenntartania. Nem szélsőséges körülmények között ennek négy lehetséges módja van:
vezetéssel (kondukció)
áramlással (konvekció)
párolgással (evaporáció)
sugárzással (radiáció)
Az említett hőleadási lehetőségek közül a párolgás az egyedüli olyan mechanizmus, amely hőgradienssel szemben képes a szervezetből hőt elvonni. Ennek értelmében a szervezet a testhőmérsékletet meghaladó melegben is képes a testünket hűteni a párolgási hő felhasználásával. A fizika törvényei szerint a víz párolgása hőenergiát igényel, ami számszerűsítve azt jelenti, hogy szobahőmérsékleten 1 g víz elpárologtatása a bőrfelületről 0,58 kcal (2,44 kJ) hőelvonással jár. A bőr felszínéről elpárologtatott vízmennyiség függ a környezeti hőmérséklettől, a légmozgástól és mindenekelőtt a levegő páratartalmától. Alacsony páratartalom esetén a párolgás maximális, vízgőzzel telített levegőben viszont gyakorlatilag megszűnik.

## A verejtékezés a hőszabályozás végső eszköze
A bőr felső rétegeiből állandóan, minden látható verejtékezés nélkül is folyamatosan párolog víz.  Ebben a folyamatban a verejtékmirigyek nem vesznek részt.  Ennek révén naponta  ~500 kcal (~2100 kJ) hőt adunk le, ami a testünk teljes hőleadásának 20-30%-a. Amennyiben a külső hőmérséklet megközelíti a testhőmérsékletet, a korábban említett hűtő mechanizmusok hatástalanná válnak és hűtési vészhelyzet alakul ki. Ilyen szükséghelyzet áll elő, ha a környezeti hőmérséklet emelkedése eléri a 34 °C-ot ami beindítja a verejtékmirigyek szekrécióját, megindul az izzadás. Az így keletkezett verejték a bőr külső felületére jut, ahol a maximális párolgás (ezáltal hűtés) érhető el. A verejtékelválasztás akkor is aktiválódik, ha a szervezetnek jelentős izommunka által okozott nagyobb hőfeleslegtől kell megszabadulnia. Normális körülmények között a keletkező verejték elpárologtatása a szervezet teljes hőtermelési többletét képes eltávolítani a szervezetből, vagyis képes tartani a szervezet maghőmérsékletét, feltéve, hogy a hőterhelés nem elviselhetetlenül magas (pl. a páradús, meleg környezetben hosszabb ideig fennálló fokozott izommunka esetén).
A bőrfelületen a verejték hűtő hatásfokát a levegő relatív nedvességtartalma döntő módon befolyásolja. Az ember száraz légtérben rövid ideig akár 120 °C (!) hőmérsékletet is kibír de vízgőzzel telített atmoszférában már 50 °C is elviselhetetlen terhet ró a szervezetre.
Meleg környezetben az óránként termelt verejtékmennyiség térfogata 1000-1200 ml-t is elérheti, melynek párolgási hője 600-700 kcal hőleadást biztosít. Ez az érték tovább nőhet fokozott izommunka eseten és elérheti a 2000-3000 ml/óra értéket. Egyes sportolóknál (pl. maratoni futók) a fokozott és tartós izomterhelés következtében a verejtékkel távozó folyadékveszteség elérheti a hosszútávfutó testsúlyának 10 %-át is. Természetesen a hűtőhatás kifejtése szempontjából csak az a verejtékmennyiség mértékadó, ami a bőrfelületről valóban elpárolgott, tehát a látványosan, patakokban lefolyó izzadság hűtőhatása nem számottevő.

## A verejték összetétele
A verejtékmirigyek által kiválasztott, a bőr felszínére kerülő verejték egy fehérjementes, hipozmotikus folyadék. A verejtékmirigyekből a folyadék elválasztása kémiai összetételben is eltérő két, jól elkülöníthető szakaszban folyik. Az első szakaszban a vér ozmolalitásával megegyező, úgynevezett primér szekrétum keletkezik, amelyből a második szakaszban a mirigyvezeték igyekszik az életfontosságú elektrolitokat (sókat) visszanyerni a szervezet számára.  Végül ez a részlegesen „sótalanított” folyadék, azaz verejték kerül a bőr felületére.  Ennek a folyamatnak az értelmét akkor láthatjuk, ha figyelembe vesszük, hogy szélsőséges esetben több liter verejték is keletkezhet, amely az elektrolitok visszaszívása nélkül a szervezet homeosztázisának gyors összeomlásához vezetne a sóveszteség miatt.
| Elektrolitok | Koncentráció (mmol/l) |
| ------------ | --------------------- |
| Na+          | 147                   |
| K+           | 5                     |
| Cl-          | 123                   |
| HCO3-        | 17                    |
| Tejsav       | 20                    |

A bőr felületére került végső verejtékben oldott elektrolitok koncentrációja és egymáshoz viszonyított aránya a verejtékezés intenzitásától is függ.
| Elektrolitok | 4,4 nl/mirigy/perc | 10,6 nl/mirigy/perc |
| ------------ | ------------------ | ------------------- |
| Na+          | 27                 | 65                  |
| K+           | 7,5                | 8,4                 |
| Cl-          | 24                 | 36                  |
| HCO3-        | 0,4                | 16                  |
| Tejsav       | 7                  | 16                  |

## A verejtékezés speciális esetei
A verejtékezés fontos része a hőregulációnak, amit a szervezet jól definiált hőmérsékleti körülmények között alkalmaz.  Ennek ellenére léteznek olyan helyzetek, állapotok, patológiás körülmények vagy mérgezések, amikor a szervezet intenzív verejtékezést produkál termoregulációs indok nélkül. Az ilyen esetek nagy száma miatt ezek kimerítő, részletes felsorolása és tárgyalása meghaladja a kereteket, ezért a teljesség igénye nélkül csak néhány tipikus példa kerül ismertetésére.
- Az elsősorban szemészeti felhasználású pilokarpin emberen 10–20 mg-os dózisban rendkívül intenzív váladékképződést generál a szervezet szekréciós mirigyeiben, így a verejtékmirigyekben is. A pilokarpin injekció beadása után már perceken belül megjelenő rendkívül erős verejtékezés több órán át fennáll. A verejtékmirigyek bőséges váladéktermelésére jellemző, hogy 20 mg pilokarpin alkalmazásától 12 óra alatt akár 2–3 liter verejték is termelődhet.[14]
- Az atropin elsősorban arról ismert, hogy csökkenti a verejtékezést. Hosszabb ideig, orvosi céllal használt atropintartalmú kezelések után rövid időre megvonási tünetek alakulhatnak ki, ami többek között intenzív verejtékezéssel jár együtt.[15]
- A nikotin mérgezési tünetei között az egyik diagnosztikus értékű tünet az erős verejtékezés. Ez a fiziológiás reakció némely esetben az élete első cigarettáját elszívó személynél is felléphet.[16]
- A születést követő néhány hétben fellépő, szokatlan és folyamatos verejtékezés az anyai kokainhasználatra utaló jel. A szokatlan intenzitású izzadás az újszülötteknél fellépő elvonási tünetek egyike lehet.[17]
- A benzodiazepinek tartós használata után fellépő számos megvonási tünet egyike a folyamatos verejtékezés.[18]
- Az amfetamin túladagolás klinikai tünetei között szerepel az intenzív verejtékezés, ami abszurd módon még fagypont alatti külső hőmérsékletben is fellép.[19]

A verejték fent ismertetett kémiai összetétele normál fiziológiás állapotra vonatkozik, amelyben xenobiotikumok (testidegen anyagok) nem találhatók. Ennek ellenére néha – főleg magas dózis alkalmazásakor – farmakológiai szempontból nem jelentős mennyiségben, de kimutatható a verejtékben a hatóanyag vagy más testidegen vegyület is.
- Mint ismeretes, az alkohol és metabolitjai elsősorban a vizelettel távoznak a szervezetből, de maga az alkohol megjelenik a kilélegzett levegőben is.  Az elfogyasztott alkohol ugyanakkor kisebb mennyiségben a verejtékben is kiválasztódik, ami megfelelő érzékenységű műszer segítségével mérhető. Természetesen az így kiválasztott alkohol mennyisége nem reprezentálja a véralkohol szintet.[21]
- A morfin jelentős része a szervezetben viszonylag gyorsan, körülbelül 6 óra alatt lebomlik és a vízoldékony metabolitok a vizelettel távoznak, de ugyanakkor a morfin mérhető mennyiségben szintén megjelenik a verejtékben is.[22]
- A szervezet számára nélkülözhetetlen mikroelem a vas. Érdekes módon a szervezet vasforgalmának nincs specifikus vaskiürítő mechanizmusa. Ezért a vas távozhat a bélhámsejtek leválásakor a széklettel és ugyancsak távozhat a verejtékkel, mert a verejtékmirigyek nem rendelkeznek vasvisszatartó képességgel.[23]